# Harold Burrows
Harold Melville Burrows Jr, né le 24 décembre 1924 à Washington en Caroline du Nord et mort le 20 septembre 2014 à Richmond en Virginie, est un joueur américain de tennis.

## Carrière
1/8 de finale en 1951 à Roland-Garros et 1/8 également à l'US Open 1955.
Il a remporté les tournois de Paris 1954, Perth 1954, Lynchburg en 1962, Orange 1963.
Notamment 1/2 à Palerme en 1951 perdu contre Jaroslav Drobny, 1/2 à Monte-Carlo en 1951 perdu contre Straight Clark.
1/4 de finale en 1954 à Wimbledon, en double avec le Néozélandais John Barry.
Sa plus belle victoire reste le quart de finale de double de l'US Open remporté en 1953 avec son compatriote Straight Clark face à la paire australienne composé de Lew Hoad et Ken Rosewall qui venait de remporter les 3 premiers tournois du Grand Chelem de double de l'année soit l'Open d'Australie, Roland-Garros et Wimbledon. Score : 5-7, 14-12, 18-16, 9-7.
Grâce à cette victoire, il joue deux rencontres de Coupe Davis en 1954.